# Вернер Фрізе
Вернер Фрізе (нім. Werner Friese, 30 березня 1946, Дрезден — 28 вересня 2016) — східнонімецький футболіст, що грав на позиції воротаря. По завершенні ігрової кар'єри — німецький тренер.
Виступав, зокрема, за клуб «Локомотив» (Лейпциг), а також національну збірну НДР, з якою був учасником чемпіонату світу 1974 року у ФРН.

## Клубна кар'єра
Вихованець клубу «Блау-Вайсс Чахвіц» з Дрездена. Тут він почав у віці дванадцяти років, пройшов усі юніорські команди, а в 1964 році та перейшов у інший місцевий клуб «Айнгайт», перша команда якої в той час грала у другій лізі НДР. Там він спочатку простояв один сезон у воротах резервної команди, яка грала в чемпіонаті Дрездена.
1965 року Німецька асоціація гімнастики та спорту для розвитку футболу вирішила розпочати розвиток самостійних футбольних клубів, тому всі футбольні секції спортивних клубів, перші команди яких на той момент не входили до складу Оберліги (за винятком «Уніон Берліна»), були розпущені. Серед них опинилась і футбольна секція клубу «Айнгайт», на основі якої у січні 1966 року виник футбольний клуб «Локомотив» (Дрезден), куди і потрапив Фрізе, виступаючи за неї до 1968 року у другому дивізіоні НДР.
Влітку 1968 року Фрізе перейшов до «Локомотива» (Лейпциг) з вищого дивізіону, де він повинен був замінити 31-річного Петера Ноєрта у воротах. У першому сезоні 1968/69 в Оберлізі Фрізе зіграв 19 матчів, а команда посіла останнє 16 місце і вилетіла з вищого дивізіону. Тож йому довелося провести ще один рік у другому дивізіоні. Там команда посіла перше місце і відразу повернулась в еліту, паралельно дійшовши до фіналу кубка НДР як команда другого дивізіону. Фрізе відіграв фінальний матч, але команда не змогла обіграти вищоліговий «Форвертс» (Берлін) і поступилась 2:4.
Пізніше Фрізе з «Локомотивом» у 1973 році знову грав у фіналі національного кубка, програвши цього разу «Магдебургу» (2:3). І лише з третьої спроби у 1976 році команді вдалось здобути трофей — у фіналі, в якому Фрізе залишив свої ворота «сухими», був розбитий «Форвертс» (Франкфурт) з рахунком 3:0. Наступного року Фрізе знову зіграв у фіналі кубка, але цього разу знову невдало, цього разу зазнавши поразки 2:3 від «Динамо» (Дрезден). В результаті обидва голкіпери того матчу, Фрізе і «динамівець» Клаус Боден стали рекордсменами серед воротарів за кількістю зіграних фіналів Кубка НДР і лише згодом їх обійшов Бодо Рудваляйт з «Динамо» (Берлін), який в підсумку провів аж шість фіналів.
У 1974 році він вийшов з командою у півфінал Кубка УЄФА, де східнонімецька команда програла «Тоттенгем Готспур» (1:2, 0:2). По завершенні сезону 1978/79 Фрізе покинув «Локомотив», звільнивши місце для свого наступника Рене Мюллера. Після цього Вернер недовго виступав за армійський спортивний клуб «Форвертс» (Коттбус), де він проходив службу резервістів ННА, а потім став гравцем клубу «Хемі» (Белен), що грав у другому дивізіоні. Будучи запасним воротарем, він нечасто виходив на поле. але допоміг команді вийти до вищого дивізіону, де зіграв ще в трьох матчах сезону 1980/81. По його завершенні команда посіла останнє 14 місце і вилетіла з вищого дивізіону, а Фрізе закінчив свою ігрову кар'єру, за яку загалом зіграв у 184 матчах першого та 130 другого дивізіонів НДР.

## Виступи за збірну
Після п'яти ігор за молодіжну збірну НДР, Фрізе в 1974 році був включений до заявки національної збірної НДР на чемпіонат світу 1974 року у ФРН, єдиного чемпіонату світу, в якому взяла участь команда НДР. Однак, оскільки він був лише третім воротарем команди після Юргена Кроя та Вольфганга Блохвіца, Фрізе не зіграв жодної хвилини на цьому турнірі і ніколи не викликався до збірної пізніше. Натомість у 1976 році він зіграв один матч за другу збірну НДР.

## Кар'єра тренера
Фрізе ще граючи на полі закінчив Німецький університет фізичної культури і у 1986-1989 роках очолював клуб третього дивізіону НДР «Локомотив» (Гальберштадт). Потім він отримав тренерський диплом у Кельнському спортивному університеті та працював у Франкфурті-на-Майні з клубами «Франкфурт» та «Рот-Вайсс».
З 1992 року Фрізе перейшов на роботу тренера воротарів, пропрацювавши на цій посаді один рік у «Айнтрахті», а з 1993 року протягом восьми років був тренером воротарів клубу «Баєр 04». У 2001 році він повернувся на один рік у «Айнтрахт». 
На початку 2004 року Фрізе увійшов у тренерський штаб свого співвітчизника Бернда Шустера, ставши тренером воротарів у «Шахтарі» (Донецьк), втім вже у травні весь тренерський штаб було звільнено через низькі результати. Після цього Фрізе працював тренером воротарів у «Динамо» (Дрезден) в 2005–2006 роках. 
Потім він повернувся до своєї сім'ї у Франкфурті-на-Майні, завершивши таким чином тренерську кар'єру. Фрізе помер 28 вересня 2016 року у віці 70 років.

## Статистика виступів вОберлізі НДР
| Сезон   | Ігор | Голів | Клуб                  |
| ------- | ---- | ----- | --------------------- |
| 1968/69 | 19   | 0     | «Локомотив» (Лейпциг) |
| 1970/71 | 24   | 0     | «Локомотив» (Лейпциг) |
| 1971/72 | 26   | 0     | «Локомотив» (Лейпциг) |
| 1972/73 | 13   | 0     | «Локомотив» (Лейпциг) |
| 1973/74 | 26   | 0     | «Локомотив» (Лейпциг) |
| 1974/75 | 13   | 0     | «Локомотив» (Лейпциг) |
| 1975/76 | 26   | 0     | «Локомотив» (Лейпциг) |
| 1976/77 | 24   | 0     | «Локомотив» (Лейпциг) |
| 1977/78 | 9    | 0     | «Локомотив» (Лейпциг) |
| 1978/79 | 1    | 0     | «Локомотив» (Лейпциг) |
| 1981/82 | 3    | 0     | «Хемі» (Белен)        |
| Загалом | 184  | 0     |                       |

## Досягнення
- Кубок НДР
  - Володар: 1976
  - Фіналіст:  1970, 1973, 1977